# Resolutie 1100 Veiligheidsraad Verenigde Naties
Resolutie 1100 van de Veiligheidsraad van de Verenigde Naties werd unaniem door de VN-Veiligheidsraad aangenomen op 27 maart 1997.

## Achtergrond
Na de hoogdagen onder het decennialange bestuur van William Tubman, die in 1971 overleed, greep Samuel Doe de macht. Zijn dictatoriale regime ontwrichtte de economie en er ontstonden rebellengroepen tegen zijn bewind, waaronder die van de latere president Charles Taylor. In 1989 leidde de situatie tot een burgeroorlog waarin de president vermoord werd. De oorlog bleef nog doorgaan tot 1996.

## Inhoud

### Waarnemingen
Volgens het rapport van de secretaris-generaal was de situatie in Liberia verbeterd, werd de maatschappij hersteld en verkiezingen voorbereid. Die laatste waren gepland op 30 mei en waren essentieel voor het vredesproces.

### Handelingen
Het mandaat van de UNOMIL-waarnemers werd verlengd tot 30 juni. Er was wel wat bezorgdheid over de installatie van een kiescommissie en van het hooggerechtshof. De internationale gemeenschap werd gevraagd de verkiezingen te financieren. Ook werd het belang van respect voor de mensenrechten door de partijen en steun aan vluchtelingen die wilden terugkeren benadrukt. Verder werden alle landen herinnerd aan hun verplichting zich aan het wapenembargo tegen Liberia te houden. Ten slotte werd de secretaris-generaal gevraagd tegen 20 juni te rapporteren.

## Verwante resoluties
- Resolutie 1071 Veiligheidsraad Verenigde Naties (1996)
- Resolutie 1083 Veiligheidsraad Verenigde Naties (1996)
- Resolutie 1116 Veiligheidsraad Verenigde Naties
- Resolutie 1343 Veiligheidsraad Verenigde Naties (2001)

Lijst ·  1093 ·  1094 ·  1095 ·  1096 ·  1097 ·  1098 ·  1099 ·  1100 ·  1101 ·  1102 ·  1103 ·  1104 ·  1105 ·  1106 ·  1107 ·  1108 ·  1109 ·  1110 ·  1111 ·  1112 ·  1113 ·  1114 ·  1115 ·  1116 ·  1117 ·  1118 ·  1119 ·  1120 ·  1121 ·  1122 ·  1123 ·  1124 ·  1125 ·  1126 ·  1127 ·  1128 ·  1129 ·  1130 ·  1131 ·  1132 ·  1133 ·  1134 ·  1135 ·  1136 ·  1137 ·  1138 ·  1139 ·  1140 ·  1141 ·  1142 ·  1143 ·  1144 ·  1145 ·  1146